# Alexander Wrabetz

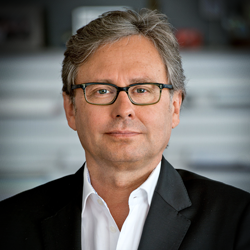
ORF-Generaldirektor a. D. Alexander Wrabetz

Alexander Wrabetz (* 21. März 1960 in Wien) war von 2007 bis 2021 Generaldirektor des Österreichischen Rundfunks (ORF). Zuvor war der  studierte Jurist in leitenden Funktionen in staatsnahen Wirtschaftsbetrieben tätig und war Bundesvorsitzender des Verbandes Sozialistischer Studenten Österreichs. Seit November 2022 ist er Präsident des SK Rapid.

## Ausbildung
Wrabetz wuchs in Wien-Döbling in einem politisch der FPÖ nahestehenden Elternhaus auf. Sein Vater Peter Wrabetz war in den 1970er Jahren Anwalt der FPÖ. Von 1970 bis 1978 besuchte Alexander Wrabetz das 2. Bundesgymnasium XIX Wien in Döbling. Er studierte Rechtswissenschaften an der Universität Wien und promovierte 1983 zum Dr. jur.
Während des Studiums engagierte sich Wrabetz gemeinsam mit den späteren Bundeskanzlern Alfred Gusenbauer und Werner Faymann im Umfeld der SPÖ. Für die Nationalratswahl im Jahr 1983 organisierte er den erfolgreichen Vorzugsstimmen-Wahlkampf von Josef Cap, dem nachmaligen Mediensprecher und Klubobmann der sozialdemokratischen Nationalratsfraktion. Von 1983 bis 1984 war er Bundesvorsitzender des Verbandes Sozialistischer StudentInnen Österreichs. Mit Wrabetz als Vorsitzendem und Spitzenkandidaten gelang dem Verband bei den ÖH-Wahlen 1983 mit 26 % der Stimmen das bislang beste Ergebnis seiner Geschichte.

## Berufliche Laufbahn

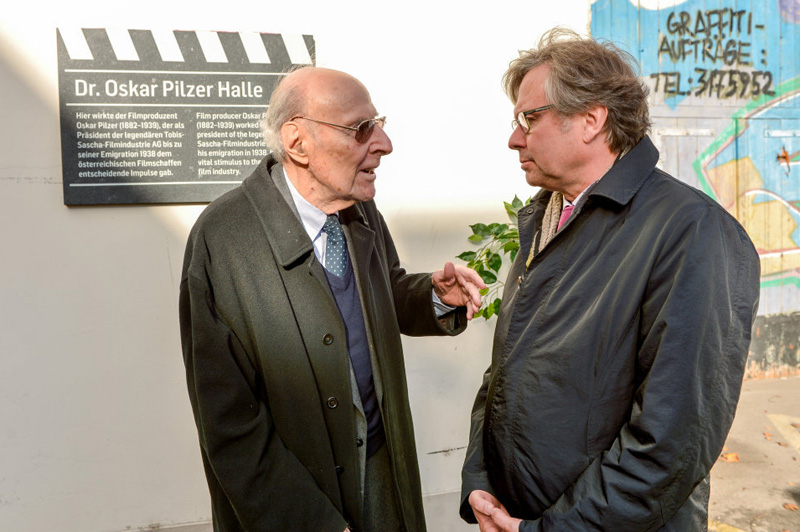
Am Mittwoch, 6. November 2013, enthüllten ORF-Generaldirektor Alexander Wrabetz und George Pilzer an der Halle 1 der Filmstadt Wien, am Rosenhügel, eine Gedenktafel zu Ehren des Filmpioniers Oskar Pilzer

Während seiner Studienzeit war Wrabetz er u. a. auch freier Mitarbeiter des ORF Wien. Nach Abschluss des Studiums 1983 absolvierte er sein Gerichtsjahr. Von 1984 bis 1987 arbeitete Wrabetz in der Girozentrale und Bank der Österreichischen Sparkassen AG. 1987 wechselte er als Assistent des Vorstandes in die Österreichische Industrieverwaltungs-AG (ÖIAG), war ab 1992 Geschäftsführer der Voest Alpine Intertrading GmbH in Linz und danach, von 1995 bis 1998, Vorstandsmitglied der ebenfalls zur damals ÖIAG gehörenden VAMED in Wien. In mehreren Unternehmen der ÖIAG war er im Aufsichtsrat tätig und weiters ab 1995 Mitglied des ORF-Kuratoriums, dem Vorgängerorgan des heutigen ORF-Stiftungsrates.
Gerhard Weis, Generaldirektor des ORF von 1998 bis 2001, bestellte ihn zum kaufmännischen Direktor des Unternehmens, wo ihn Monika Lindner in ihrer Amtsperiode bestätigte. Aufgrund der Auslagerung der ORF-Sendetechnik und deren Verkauf an ein Konsortium mit Beteiligung des Raiffeisen-Konzerns konnte Wrabetz im Jahr 2005 den höchsten operativen Gewinn in der Geschichte des ORF präsentieren.
Wrabetz ist Mitglied des Executive Boards der European Broadcasting Union (EBU/UER) und des Aufsichtsrats des Glücksspielkonzerns Österreichische Lotterien. Im Oktober 2019 wurde er im Rahmen der Sitzung des Steering Committees als Nachfolger von Cecilia Benkö Lamborn zum Präsidenten des Prix Europa gewählt. Davor war er als Vizepräsident Mitglied des Leitungsgremiums.

### ORF-Generaldirektor
Als Kandidat für die Wahl zum Generaldirektor wurde Wrabetz von den ORF-Stiftungsräten Huberta Gheneff-Fürst, Peter Fichtenbauer (beide der FPÖ nahestehend), Karl Krammer (der SPÖ nahestehend) und Pius Strobl (den Grünen nahestehend) nominiert. Am 17. August 2006 wurde er im ersten Wahlgang mit 20 von 35 möglichen Stimmen zum Nachfolger von Monika Lindner, die sich ebenfalls um die Position beworben hatte, gewählt. Wrabetz’ Wahl erfolgte durch den nach den Vorgaben des ORF-Gesetzes besetzten Stiftungsrat des ORF: Für Wrabetz stimmten neben den „Freundeskreisen“ der SPÖ, der Grünen und der FPÖ auch vier von fünf BZÖ-Stiftungsräten sowie zwei der ÖVP zugerechnete Mitglieder des Stiftungsrates. Er hat die Arbeit am 1. Jänner 2007 aufgenommen. Mit Start 10. April 2007 versprach er die „größte Programmreform in der Geschichte des ORF“.
Im April 2011 erklärte er, zur Wiederwahl im August 2011 zu kandidieren. Am Nachmittag des 9. August 2011 wurde er mit 29 von 35 Stimmen wieder bestellt. Damit ist Wrabetz seit 1967 erst der zweite ORF-Chef nach Gerd Bacher, der wiedergewählt wurde. Am 9. August 2016 wurde er zum dritten Mal in Folge zum ORF-Generaldirektor gewählt. In der Wahl am 10. August 2021 für eine neue Periode unterlag er allerdings Roland Weißmann. Damit endete seine Amtszeit mit dem 31. Dezember 2021.
Am 13. November 2009 startete unter Wrabetz die hauseigene Online-TV-Mediathek, am 26. Oktober 2011 gingen die neuen ORF-Spartensender ORF III und ORF Sport+ auf Sendung. ORF III ist ein Kulturspartenkanal, ORF Sport+ ein Spartenkanal für österreichische Randsportarten. Weiters startete 2008 die Ausstrahlung von ORFeins im HD-TV-Standard, 2009 folgte ORF2 in HD-TV. 2017 kündigte Wrabetz den Launch eines ORF-Players für die Streamingnutzung an.
Im Dezember 2011 sorgte die von Wrabetz geplante Bestellung des bisherigen ORF-Stiftungsrats und Sprechers des dortigen SPÖ-„Freundeskreises“ Niko Pelinka zu seinem Büroleiter für Diskussionen und Protesten der ORF-Redakteure. Die ehemalige Landeshauptfrau und SPÖ-Politikerin Gabi Burgstaller kritisierte die Postenvergabe ohne Ausschreibung als schädigend für den ORF. Am 19. Jänner 2012 zog Pelinka aufgrund der anhaltenden Proteste der ORF-Redakteure seine Bewerbung für die Stelle zurück.

## Ehrenamt
Seit 26. November 2022 ist Wrabetz Präsident des SK Rapid Wien.

## Familie
Alexander Wrabetz ist geschieden. Mit seiner Ex-Frau, der Allgemein- und Sportmedizinerin Petra Wrabetz, war er bis 2015 verheiratet und hat mit ihr gemeinsam zwei Söhne (* 1988 und 1991) und eine Tochter (* 1993). Bei den Salzburger Festspielen 2022 zeigten sich Wrabetz und Leona König als Liebespaar.

## Auszeichnungen
- 2014: Women's Empowerment Principles CEO Leadership Award von UN Women und UN Global Compact[25]
- 2015: Medienmanager des Jahres[26]
- 2020: Silbernes Ehrenzeichen mit dem Stern für Verdienste um die Republik Österreich[27][28]